# Brit-sziget
A Brit-sziget vagy Nagy-Britannia szigete (angolul Great Britain) a Brit-szigetek legnagyobb szigete, amely az európai kontinenstől északnyugatra és az Ír-szigettől keletre fekszik. A Brit-sziget képezi az Egyesült Királyság területének nagy részét.

## Elnevezéseinek története és használata

### Hol van Kis-Britannia?
Geoffrey of Monmouth Historia Regum Britanniae (1136 körül) című művében Britannia major (azaz „Nagyobb Britannia”) néven említi a Brit-szigetet, hogy megkülönböztesse a Britannia minor néven említett területtől, amely nagyjából a mai franciaországi Bretagne-nak felel meg. A "Bretayne the grete" (Nagy-Britannia) név már 1338-tól kimutatható a krónikákban, de hivatalossá csak akkor vált, amikor I. Jakab angol király 1604. október 20-án „Nagy-Britannia királyának” nyilvánította magát a bonyolultabb „Anglia és Skócia királya” cím helyett.
Az ír nyelv Walest jelöli An Bhreatain Bheag néven, ami Kis-Britanniát, vagy pontosabban „Kisebb Britanniát” jelent. Az írrel közeli rokonságban álló skót gael nyelv azonban Bretagne-t nevezi "A'Bhreatainn Bheag" néven.
Kis-Britannia (Little Britain) a címe a BBC televízió és rádió egy műsorának és Londonban van ilyen nevű utca is.

## Földrajza
A sziget 209 000 km²-es területével a Brit-szigetek közül messze a legnagyobb. Európa legnagyobb szigete, a világon pedig a nyolcadik legnagyobb. Jáva és Honsú után a világ harmadik legnépesebb szigete.
A sziget 10 szélességi fokot fog át észak-déli irányban. Földrajzilag keleten alacsonyan fekvő, hullámos tájak, nyugaton és északon dombos és hegyes vidékek jellemzik. A legutóbbi eljegesedés, a Würm-glaciális vége előtt a Brit-sziget az európai kontinenssel összefüggő félsziget volt. A Würm-glaciális végén a jégtakaró olvadásával jött létre a La Manche csatorna, amely ma elválasztja a kontinenstől. A csatorna legszűkebb részén 31 kilométer.
A Brit-sziget éghajlata enyhébb, mint az északi félteke azonos szélességi fokon lévő más területei, a szigetek mellett elhaladó meleg Golf-áramlatnak köszönhetően. A legtöbb év a Brit-szigeten hűvös, de nem hideg, gyakoribbak a felhős, mint a tiszta napok és sok az eső.

## Közigazgatási beosztás
A szigeten az Egyesült Királyság 3 tagországa is osztozik:
- Anglia
- Skócia
- Wales